# Wilhelm Furtwängler
Gustav Heinrich Ernst Martin Wilhelm Furtwängler (25. ledna 1886 Berlín, Německá říše – 30. listopadu 1954 Baden-Baden, Spolková republika Německo) byl německý dirigent a hudební skladatel.

## Život a umělecká kariéra

### Začátky (do roku 1922)
Wilhelm Furtwängler vyrůstal v Mnichově, kde byl jeho otec Adolf (1853–1907) profesorem klasické archeologie na tamější univerzitě. Brzy začal jevit zájem o hudbu a od 13 let se učil skladbě nejprve u A. Beera-Walbrunna a J. Rheinbergera, od roku 1901 u skladatele Maxe von Schillingse. Z této doby pocházejí jeho první skladby.
Roku 1906 začal pracovat jako korepetitor v městském divadle ve Vratislavi. Jako dirigent debutoval v červnu 1906 v Mnichově se symfonií č. 9 Antona Brucknera. Poté rychle vystřídal několik zaměstnání: nejprve byl dirigentem sboru v Curychu, v letech 1908–09 byl korepetitorem ve Dvorním divadle pod vedením šéfdirigenta Felixe Mottla, poté působil jako kapelník ve Štrasburku pod vedením skladatele Hanse Pfitznera, v letech 1911–15 byl kapelníkem Orchestru spolku přátel hudby v Lübecku a v letech 1915–20 kapelníkem Národního divadla v Mannheimu.
V letech 1919–21 působil zejména ve Vídni jako šéfdirigent Tonkünstler-Orchester (tuto funkci převzal od Oskara Nedbala), po jeho fúzi s Wiener Concertverein pod novým názvem „Vídeňský symfonický orchestr" (Wiener Sinfonieorchester) se podílel na vedení nově vzniklého tělesa jakožto koncertní dirigent Společnosti přátel hudby (Gesellschaft der Musikfreunde), později též řídil koncerty Berliner Staatskapelle a frankfurtské muzejní koncerty. Svou koncertní činností v této době se stal – vedle Artura Toscaniniho a Bruno Waltera – jedním z nejuznávanějších evropských dirigentů. Výrazem tohoto uznání bylo jmenování na prestižní místo šéfdirigenta Berlínské filharmonie a současně šéfdirigenta (kapelníka) lipského Gewandhausorchester roku 1922 po smrti Arthura Nikische.

### 1922–1933
Ve dvacátých letech se hvězdná Furtwänglerova kariéra opírala o jeho berlínské i vídeňské působiště. Z vedení lipského Gewandhausorchestru rezignoval roku 1928 poté, co se stal abonentním dirigentem Vídeňské filharmonie (1927–1930). V roce 1931 dirigoval poprvé na Hudebních slavnostech v Bayreuthu.
V letech 1925–1930 byl předsedou německé sekce Společnosti pro novou hudbu, později zakázané nacisty.

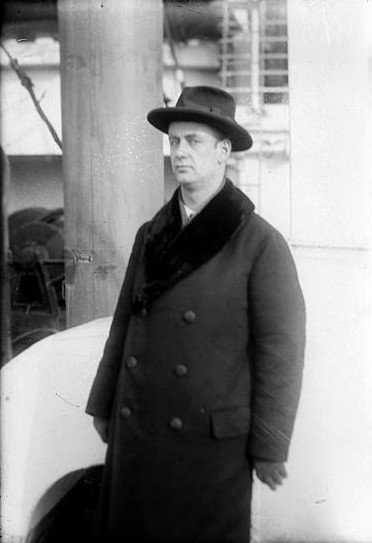
Wilhelm Furtwängler

V soukromém životě Furtwängler proslul milostnými aférami. Měl již čtyři nemanželské děti, když se v roce 1923 oženil s Dánkou Zitlou Lundovou. Manželství se nezdařilo, zůstalo bezdětné a pár byl roku 1931 v Paříži rozloučen. K formálnímu rozvodu došlo až roku 1943, kdy se Furtwängler oženil s Elisabeth Ackermannovou (rozenou Albertovou); z druhého manželství měl syna Andrease Ernsta Gottfrieda (* 1944), klasického archeologa.

### 1933–1945
Po nástupu NSDAP k moci v Německu byl nový režim rozhodnut využít Furtwänglera jako nejslavnějšího německého dirigenta pro účely své reprezentace, zvláště poté, co řada jiných významných dirigentů emigrovala. Furtwängler byl povolán do Pruské státní rady a stal se viceprezidentem Říšské hudební komory (Reichsmusikkammer; prezidentem byl Richard Strauss). Po vynucené rezignaci Ericha Kleibera (1934) získal místo ředitele Berlínské státní opery. Projevoval sice nepolitičnost a loajálnost k novému režimu, současně se však začínal dostávat do konfliktů s nacistickými úřady. Podařilo se mu zprvu zajistit, aby si Berlínská filharmonie mohla ponechat své židovské členy, a to i přes protesty části veřejnosti. Židovských umělců se zastal i ve veřejném dopise Goebbelsovi, hojně komentovaném v zahraničním tisku (např. Prager Tagblatt). V únoru 1934 dirigoval ke 125. výročí narození skladatele Sen noci svatojánské Felixe Mendelssohna-Bartholdyho, tehdy již zakázaného. K nejzávažnějšímu střetu došlo koncem roku 1934, když dirigoval premiéru suity z opery Mathis der Mahler zakázaného Paula Hindemitha a obhajoval skladatele i v tisku. Následné kontroverze vedly k tomu, že Furtwängler složil všechny své veřejné funkce, včetně vedení Státní opery a Berlínské filharmonie.
Od roku 1935 dirigoval jen jako host a pobýval po většinu roku mimo Německo. Vedle toho se vrátil ke skladatelské činnosti, kterou od svých mladých let na dlouho odložil. Současně však urovnal své vztahy s nacistickým režimem, pro který zůstal významným reprezentantem německé kultury. Za války byl nejen zapsán na „seznam Bohem nadaných" (Gottbegnadeten-Liste), tj. seznam pro Třetí říši nejdůležitějších umělců vedený ministerstvem propagandy, ale patřil na něm mezi tři „nenahraditelné" hudební umělce, spolu s Richardem Straussem a Hansem Pfitznerem.

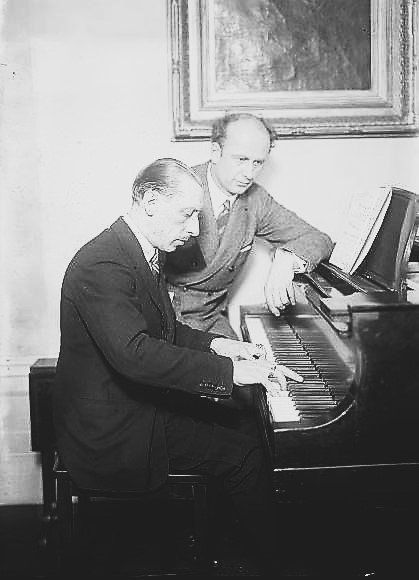
Wilhelm Furtwängler a Igor F. Stravinskij

Nadále dirigoval často v zahraničí, kde byl velmi ceněn. Jeho kandidaturu na post šéfdirigenta Newyorské filharmonie (1936) překazil Göring. Ještě v červenci 1939, těsně před vypuknutím druhé světové války, získal francouzský Řád čestné legie. Stabilně se soustředil zejména na spolupráci s Vídeňskou filharmonií, jejímž byl hlavním hostujícím dirigentem. Po anšlusu Rakouska ke Třetí říši byl jmenován hudebním zmocněncem ve Vídni.
Koncem roku 1944 se Furtwängler s povolením nacistických orgánů uchýlil trvale do švýcarského Clarensu. Zde vznikla 2. symfonie c moll, jeho nejvýznamnější skladatelské dílo.

### 1945–1954
Po konci druhé světové války musel Furtwängler projít procesem denacifikace, ve kterém byl zproštěn odpovědnosti. První poválečný koncert dirigoval 24. května 1947 v Berlíně. V následujících letech byl jedním z nejžádanějších dirigentů a nabyl takřka legendární pověsti. Dirigoval mimo jiné v Bayreuthu, Edinburghu, milánské La Scale, Lucernu nebo Salcburku a pořídil řadu gramofonových nahrávek. Roku 1952 byl jmenován doživotním dirigentem Berlínské filharmonie a absolvoval s ní několik zájezdů. Koncem roku 1954 však zemřel.

## Vyznamenání
- 1927: čestný doktorát Univerzity v Heidelbergu
- 1929: čestné občanství Mannheimu
- 1929: Pour le mérite für Wissenschaften und Künste
- 1933: pruský státní rada
- 1939: Řád čestné legie (jeho převzetí Hitler zakázal)
- 1952: Velký záslužný kříž s hvězdou Spolkové republiky Německo
- čestný hrob v Heidelbergu

## Vlastní tvorba a její nahrávky

### Orchestrální skladby
- Symfonie D dur: Allegro (1903)
  - Štátna filharmónia Košice, Alfred Walter (1993)
- Symfonie h moll: Largo (1908)
  - Štátna filharmónia Košice, Alfred Walter (1993)
  - Philharmonic Orchestra of the Furtwängler-Institute Tokyo, Takeo Noguči (1995)
- Symfonie č. 1 h moll (1938–41)
  - Štátna filharmónia Košice, Alfred Walter (1991)
  - Staatskapelle Weimar, George Alexander Albrecht (2000)
- Symfonie č. 2 e moll (1944–45)
  - Philharmonisches Staatsorchester Hamburg, Wilhelm Furtwängler (1948)
  - Berlínští filharmonikové, Wilhelm Furtwängler (1951)
  - Radio-Sinfonie-Orchester Frankfurt, Wilhelm Furtwängler (1952)
  - Wiener Philharmoniker, Wilhelm Furtwängler (1953)
  - Radio-Sinfonieorchester Stuttgart, Wilhelm Furtwängler (1954)
  - Osaka Philharmonic Orchestra, Takaši Asahina (1984)
  - BBC Symphony Orchestra, Alfred Walter (1992)
  - Chicago Symphony Orchestra, Daniel Barenboim (2001)
  - Staatskapelle Weimar, George Alexander Albrecht (2003)
- Symfonie č. 3 cis moll (1952–53, nedokončená)
  - Berliner Philharmoniker, Joseph Keilberth (pouze 1.–3. věta 1956)
  - Berliner Philharmoniker, Lorin Maazel (pouze 1.–3. věta 1979)
  - Bayerisches Staatsorchester München, Wolfgang Sawallisch (pouze 1.–3. věta 1980)
  - Orchestre symphonique de la RTBF Bruxelles, Alfred Walter (1987)
  - Staatskapelle Weimar, George Alexander Albrecht (1998)
  - Philharmonic Orchestra of the Furtwängler-Institute Tokyo, Takeo Noguči (2006)
- Ouvertura Es dur op. 3 (1899)
  - Štátna filharmónia Košice, Alfred Walter (1993)
  - Philharmonic Orchestra of the Furtwängler-Institute Tokyo, Takeo Noguči (1997)
- Slavnostní ouvertura F dur (1904)
  - Philharmonic Orchestra of the Furtwängler-Institute Tokyo, Takeo Noguči (1998)
- Symfonický koncert pro klavír a orchestr h moll (1937)
  - Edwin Fischer, Berliner Philharmoniker, Wilhelm Furtwängler (1939)
  - Erik Then-Bergh, Symphonieorchester des Bayerischen Rundfunks, Rafael Kubelík (1963)
  - David Lively, Štátna filharmónia Košice, Alfred Walter (1990)

### Komorní hudba
- Trio pro housle, violoncello a klavír E dur (1899)
  - Asako Yoshikawa, Yuu Nakata, Keiko Namiki (1999)
- Kvintet pro klavír a smyčcové kvarteto C dur (1932–35)
  - Daniele Bielik, Quatuor Elyséen (1989)
  - François Kerdoncuff, Quatuor Sine Nomine (1993)
  - Clarens Quintett (2003)
- Sonáta pro housle a klavír č. 1 d moll (1935)
  - Dong-Suk Kang, François Kerdoncuff (1994)
- Sonáta pro housle a klavír č. 2 D dur (1938–39)
  - Wolfgang Müller-Nishio, Rudolf Dennemarck (1971)
  - Alexis Galpérine, François Kerdoncuff (1989)
- Raná komorní hudba (smyčcový kvartet, sonata pro violoncello aj.)

### Sbory
- Schwindet ihr dunklen Wölbungen pro sbor a orchestr (podle Goetheho Fausta) (1902)
  - Frankfurt an der Oder Singakademie und Philharmonie, Alfrd Walter (1993)
- Religiöser Hymnus (O du Jungfrau, höchste Herrscherin der Welt) pro sbor a orchestr (1903)
  - Frankfurt an der Oder Singakademie und Philharmonie, Alfrd Walter (1993)
- Te Deum pro sbor a orchestr (1902–09)
  - Edith Mathis, Sieglinde Wagner, Georg Jelden, William Dooley, Wilhelm Kempff (Orgel), Philharmonischer Chor Berlin, Berliner Philharmoniker, Hans Chemin-Petit (1967)
  - Bernadette Degelin, Christiane Röhr-Bach, Guido Pikal, Wolfgang Klose, Frankfurt an der Oder Singakademie und Philharmonie, Alfred Walter (1993)
  - Sayuri Ota, Aya Kashiwagi, Tsutomu Kobayashi, Kentaro Yoshikawa, Koichi Tachibana (Orgel), The Furtwängler Memorial Choir, Philharmonic Orchestra of the Furtwängler-Institute Tokyo, Takeo Noguchi (2004)

### Písně
- 21 písní s klavírním doprovodem
  - Celková nahrávka: Ute Neumerkel (zpěv i klavír) (2008)
  - 11 písní: Guido Pikal, Alfred Walter (1993)

### Hudba pro klavír
- Rané klavírní skladby (fantasie, fugy aj.)
  - 6 klavírních kusů – Robert Rivard

## Furtwänglerovy nahrávky děl jiných skladatelů
Výběr
- Bartók: Houslový koncert č. 2 (Yehudi Menuhin, Philharmonia Orchestra, EMI)
- Beethoven: Fidelio (Wiener Philharmoniker, živá nahrávka ze Salcburku, 5. srpna 1950)
- Beethoven: Klavírní koncert č. 5 „L'Empereur“ (Edwin Fischer, Philharmonia Orchestra, EMI)
- Beethoven: Symfonie č. 3 „Eroica“ (Wiener Philharmoniker, živá nahrávka z Vídně, 19. nebo 20. prosince 1944)
- Beethoven: Symfonie č. 5 (Berliner Philharmoniker, živá nahrávka z Berlína, 27.–30. června 1943)
- Beethoven: Symfonie č. 9 (Orchester der Bayreuther Festspiele, živá nahrávka z Bayreuthu, 29. července 1951, EMI)
- Brahms: Dvojitý koncert (Willi Boskovsky, Emmanuel Brabec, Wiener Philharmoniker, živá nahrávka z Vídně 27. ledna 1952)
- Brahms: Symfonie č. 3 (Berliner Philharmoniker, živá nahrávka z Berlína, 27. dubna 1954)
- Bruckner: Symfonie č. 8 (Wiener Philharmoniker, živá nahrávka z Vídně 17. října 1944)
- Bruckner: Symfonie č. 9 (Berliner Philharmoniker, živá nahrávka z Berlína 7. října 1944)
- Čajkovskij: Symfonie č. 6 „Patetická“ (Berliner Philharmoniker, Deutsche Grammophon)
- Haydn: Symfonie č. 88 (Berliner Philharmoniker, Deutsche Grammophon)
- Mahler: Lieder eines fahrenden Gesellen (Dietrich Fischer-Dieskau, Philharmonia Orchestra, EMI)
- Mozart: Don Giovanni (Wiener Philharmoniker, živá nahrávka ze Salcburku 27. července 1950)
- Mozart: serenáda č. 10, K. 361 (členové Wiener Philharmoniker, EMI)
- Schubert: Symfonie č. 8 „Nedokončená“ (Berliner Philharmoniker, živá nahrávka z Paříže 4. května 1954)
- Schubert: Symfonie č. 9 „Velká C dur“ (Berliner Philharmoniker, Deutsche Grammophon)
- Schumann: Symfonie č. 4 (Berliner Philharmoniker, Deutsche Grammophon)
- Sibelius: Houslový koncert (Georg Kulenkampff, Berliner Philharmoniker, živá nahrávka z Berlína 7.–8. února 1943)
- Richard Strauss: Don Juan (Wiener Philharmoniker, EMI)
- Verdi: Othello (Wiener Philharmoniker, živá nahrávka ze Salcburku 7. srpna 1951)
- Wagner: Prsten Nibelungův (Orchestra del Teatro alla Scala, živá nahrávka z Milána 1950)
- Wagner: Valkýra (Wiener Philharmoniker, EMI)
- Wagner: Tristana a Isolda – Liebestod (Berliner Philharmoniker, EMI)
- Wagner: Tristan a Isolda (Philharmonia Orchestra, EMI)
- Weber: Čarostřelec (Wiener Philharmoniker, živá nahrávka ze Salcburku 26. července 1954)